# Vaken (musikgrupp)
Vaken (ursprungligen Vaaken) är en svensk musikgrupp från Umeå. Gruppens medlemmar härrör från flera olika städer men träffades vid Umeå universitet 2010 och bildade kort därefter bandet. Gruppen släppte 2013 sin första EP genom etiketten Stugan och blev därefter nominerade till Årets nykomling vid Manifestgalan. Två år senare följdes EP:n upp med ett självbetitlat fullängdsalbum utgivet på etiketten Luftslott och gruppen nominerades till Årets genombrott vid Gaffapriset. 

## Medlemmar
- Helena Andersson - sång, bas, gitarr
- Olov Granström - sång, trummor
- Linus Johansson - gitarr, bas, klaviatur
- Daniel Laestadius Johansson - sång, gitarr, bas
- Therese Lithner - sång, gitarr, klaviatur

## Diskografi
Album
- 2015 – Vaken

EP
- 2013 – Samma vanor